# Якуб Мешковський
Якуб Мешковський (лат. Jakobus Mieszkowski, пол. Jakób Mieszkówski)  (? - †1602) —  львівський міщанин, лавник (1563–1571), міський райця (1571–1602) та бурмистр (1580, 1582, 1584, 1591, 1593).

Збудував кам'яницю на площі Ринок, 16 (Кам'яниця Рорайського, колишня кам'яниця Мешковського)